# Partit Democràtic Popular de l'Uzbekistan
El Partit Democràtic Popular de l'Uzbekistan és un partit polític de l'Uzbekistan, que va ser fundat l'1 de novembre de 1991 després que el Partit Comunista de l'Uzbekistan acordés posar fi als seus llaços amb el Partit Comunista de la Unió Soviètica i canviar el seu nom a PDPU. El partit va ser dirigit pel president Islom Karimov des de la seva fundació fins a l'any 2007.
En les últimes eleccions legislatives del 24 de desembre de 2004 i del 9 de gener de 2005, el partit va guanyar 28 de 120 escons. El partit té la seu a la capital, Taixkent.